# Have a Ball
Have a Ball è il primo album della cover band statunitense Me First and the Gimme Gimmes pubblicato per la Fat Wreck Chords nel 1997. Questo album è fatto di cover di canzoni degli anni settanta e anni ottanta di artisti come Elton John e John Denver.

## Tracce
1. Danny's Song - 2:09 - (Testo originale: Loggins and Messina)
2. Leaving on a Jet Plane - 2:32 - (Testo originale: John Denver) mp3
3. Me and Julio Down by the Schoolyard - 2:42 - (Testo originale: Paul Simon)
4. One Tin Soldier - 2:00 - (Testo originale: Coven)
5. Uptown Girl - 2:21 - (Testo originale: Billy Joel)
6. I Am a Rock - 2:04 - (Testo originale: Simon & Garfunkel)
7. Sweet Caroline - 2:53 - (Testo originale: Neil Diamond)
8. Season in the Sun - 2:27 - (Testo originale: Terry Jacks)
9. Fire and Rain - 1:23 - (Testo originale: James Taylor)
10. Nobody Does It Better - 2:28 - (Testo originale: Carly Simon)
11. Mandy - 2:26 - (Testo originale: Barry Manilow)
12. Rocket Man - 3:15 - (Testo originale: Elton John)

## Formazione
- Spike Slawson - voce
- Joey Cape - chitarra
- Chris Shiflett - chitarra
- Fat Mike - basso, voce
- Dave Raun - batteria